# Binkoštna cerkev v Republiki Sloveniji
Bínkoštna cérkev v Repúbliki Slovéniji je ena izmed registriranih verskih skupnosti v RS. Verniki Binkoštne cerkve, binkoštniki, se štejejo med kristjane protestantske usmeritve. Binkoštna in sorodne reformne cerkve se imenujejo evangelijske, za razliko od druge glavne veje, evangeličanskih cerkva, ki združuje bolj formalne reformirane cerkve luteranske in sorodnih veroizpovedi.
Poimenovanje Binkoštne cerkve izhaja iz slovenskega imena za krščanski praznik binkošti (grško: πεντηκοστή (ἡμέρα), pentekostē (hēmera), »petdeseti (dan)«). Praznik se obhaja na 50. dan po veliki noči v spomin na svetopisemski dogodek, ko naj bi se na petdeseti dan po Kristusovem vstajenju in v skladu z njegovo napovedjo na učence izlil Sveti Duh, s tem pa ustanovljena Jezusova cerkev. Na ta dan so nekateri učenci izpričali čudežni pojav govorjenja v neznanih tujih jezikih (glosolalija). 

Prvi opazni zametki karizmatikov prihajajo s strani protestantov (binkoštnikov – izvorno pentecostalcev) iz majhnega podeželskega mesteca Topeka v Kansasu v ZDA. Od tod tudi izvor Binkoštnikov in tudi ostalih karizmatičnih gibanj po svetu.
V Sloveniji je 14 cerkvenih občin Binkoštne cerkve v RS, ki delujejo v sedmih območnih središčih: Ljubljana, Maribor, Murska Sobota, Velenje in Bled.
Binkoštna cerkev ima v Sloveniji več novih cerkva. Tradicijo črpa med drugim iz gibanja prekrščevalcev (anabaptisti), ki so bili v času reformacije v Sloveniji po nekaterih pričevanjih številčnejši od luteranov.
Binkoštno cerkev v RS opredeljuje tudi članstvo v svetovni binkoštni zvezi Assemblies of God, in s tem tudi članstvo v World Evangelical Fellowship, Pentecostal European Fellowship. Je ena izmed udeleženk ekumenskega gibanja, članica Conference of European Churches, ekumenskega sveta Cerkvá, Lausannske zveze za evangelizacijo sveta, ter članica mednarodnega društva za razdeljevanje Svetega pisma “Gideon”, članica Svetopisemske družbe Slovenije in članica opazovalka Sveta krščanskih Cerkvá v Sloveniji.